# Союз німецьких дівчат

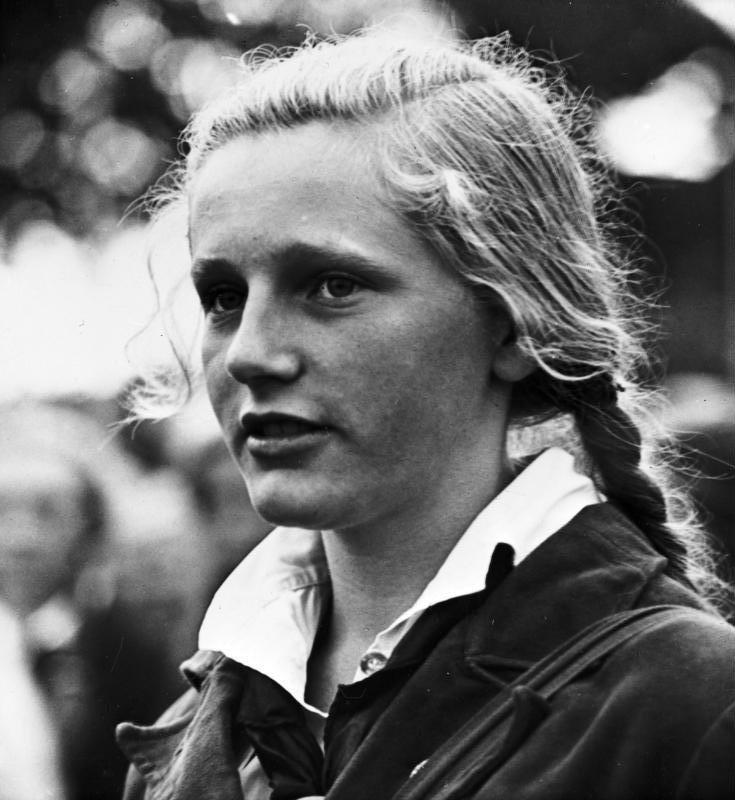
Дівчина з Союзу німецьких дівчат

Союз німецьких дівчат (нім. Bund Deutscher Mädel, BDM або BdM) — жіноча молодіжна організація в Третьому Рейху, молодіжний та дитячий рух в складі Гітлер'югенда, до котрого входили німецькі дівчата у віці від 14 до 18 років. Дівчат віком від 10 до 14 років об'єднував Юнгмедельбунд (нім. Jungmädelbund, JM) — Союз дівчаток.
В 1936 році на законодавчому рівні для усіх німецьких дівчат було встановлено обов'язкове членство в Союзі німецьких дівчат. Виняток становили дівчата єврейської національності та інші виключенні за «расовими обставинами». Станом на 1944 рік Союз німецьких дівчат був найбільшою жіночою молодіжною організацією світу, що об'єднував 4,5 млн осіб.

## Історія

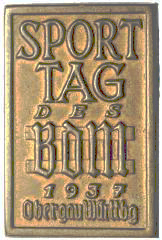
Пам'ятний значок Дня спорту «BDM». 1937 рік.

Перші нечисленні організації дівчат під егідою НСДАП виникли ще в 1923 році під назвою «сестри Гітлер'югенда». Їхнє об'єднання в Союз відбулось лише у 1930 році. 1931 року склад Союзу німецьких дівчат збільшився до 1711 осіб, і в цьому ж році організація, котрою керувала Елізабет Грайфф-Вальден, увійшла до складу Гітлер'югенда. Процес утворення місцевих відділень «BDM», як і Націонал-соціалістичного союзу школярок (нім. Nationalsozialistischer Schülerinnenbund, NSS) та груп дівчат під крилом жіночої організації НСДАП (нім. NS-Frauenschaft, NSF), припадає на 1930-ті роки.
Відразу після свого призначення лідером імперської молоді 17 червня 1933 року Бальдур фон Ширах прийняв постанову про розпуск або заборону конкуруючих молодіжних об'єднань. Щоб уникнути втручання націонал-соціалістів, деякі молодіжні групи пішли на саморозпуск. Інші молодіжні об'єднання були змушені в примусовому порядку перейти в підпорядкування Гітлер'югенда та Союзу німецьких дівчат, що зумовило значний приріст складу цих організацій. Відповідно до Закону «Про Гітлер'югенд» від 1 грудня 1936 року усі юнаки та дівчата Німецького рейху були зобов'язані перебувати в лавах відповідно Гітлер'югенда та Союзу німецьких дівчат.
З 1934 по 1937 рік Союз очолювала Труде Мор, а з 1937 по 1945 рік — Ютта Рюдігер. Рюдігер спільно з фон Ширахом протидіяла зусиллям голови Націонал-соціалістичної жіночої організації Гертруди Шольц-Клінк, яка намагалася отримати контроль над Союзом.

## Націонал-соціалістичний ідеал жінки
Відповідно до ідеології націонал-соціалізму, Союз німецьких дівчат ставив своїм завданням виховання сильних та сміливих жінок, які стануть товаришами політичним солдатам рейху (вихованим у Гітлер'югенді), їхніми дружинами та матерями, будуть організовувати своє сімейне життя у відповідності з націонал-соціалістичним світоглядом, вирощуючи горде та загартоване покоління. Німецькі жінки знають про потреби та очікування німецького народу та працюють у цьому напрямі, а не ведуть дебати в парламентах. Зразкова німецька жінка доповнює німецького чоловіка. Їхнє єднання символізує расове відродження народу. Союз німецьких дівчат прищеплює расову свідомість: справжня німецька дівчина має бути хранителькою чистоти крові та народу, виховуючи його синів героями.

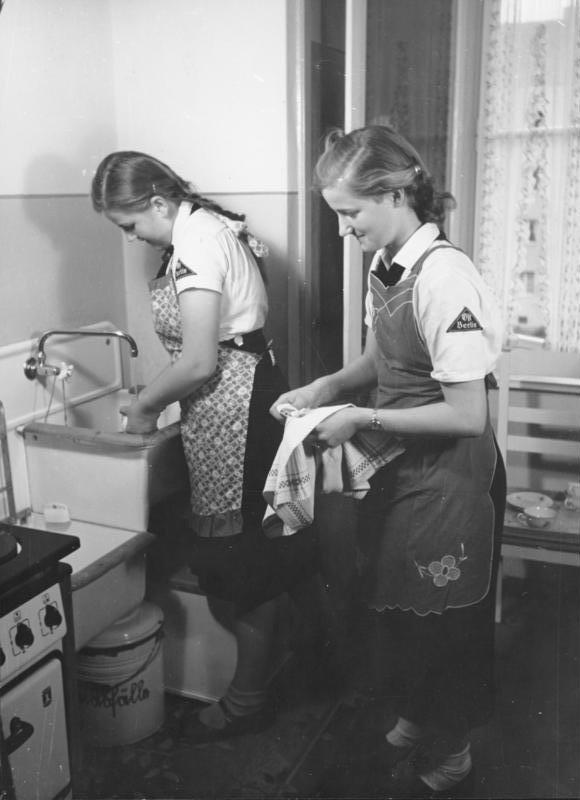
Союз німецьких дівчат допомагає по господарству.

В офіційному друкованому органі «BdM» «Дівчина на службі» (нім. «Mädel im Dienst») друкувалися репортажі про дівчат віком 10-14 років, які не просто вміють готувати та вести домашнє господарство, але і створити затишок у будинку та зберегти «тепло домашнього вогнища».

## Уніформа
Стандартний однострій Союзу німецьких дівчат — темно-синя спідниця, біла блуза та чорна краватка зі шкіряним вузлом. Дівчатам заборонялось носити високі підбори та шовкові панчохи. З прикрас дозволялися каблучки та наручні годинники. На думку Гітлера, форма одягу мала служити вихованню молоді.

## Основні напрями діяльності
Союз німецьких дівчат організовував туристичні походи, в які дівчата вирушали з повними рюкзаками. На привалах розпалювали багаття, готували їжу та співали пісні. Користувалися успіхом нічні спостереження за повним місяцем з ночівлею у стозі сіна. Дівчата робили театральні постановки та лялькові вистави, займалися спортом та груповими іграми. Якщо у хлопчиків акцент робився на силу та витривалість, то гімнастичні вправи для дівчат мали на меті сформувати у них грацію, гармонію, відчуття тіла. Спортивні вправи підбиралися з врахуванням жіночої анатомії та майбутньої ролі жінки. В зимовий час дівчата займалися рукоділлям та декоративно-прикладним мистецтвом.
Під час Другої світової війни дівчата з «BdM» працювали в лазаретах, брали участь у протиповітряній обороні та працювали у сільському господарстві.
Після завершення війни Союз німецьких дівчат як підрозділ Гітлер'югенду був заборонений та розпущений відповідно до Закону № 2 Контрольної ради.
Після закінчення війни Союз німецьких дівчат як підрозділ гітлерюгенду був заборонений і розпущений згідно Закону № 2 Контрольної ради.